# Sciadotenia duckei
Sciadotenia duckei är en tvåhjärtbladig växtart som beskrevs av Harold Norman Moldenke. Sciadotenia duckei ingår i släktet Sciadotenia och familjen Menispermaceae. Inga underarter finns listade i Catalogue of Life.